# Фуншальська діоцезія

Лісабонський патріархат
Бразька архідіоцезія
Еворська архідіоцезія

Фунша́льська діоце́зія (лат. Dioecesis Funchalensis; порт. Diocese do Funchal) — діоцезія (єпископство) Римо-Католицької Церкви у Португалії, з центром у місті Фуншал. Очолюється єпископом Фуншальським. Охоплює територію островів Мадейри. Площа — 800 км². Суфраганна діоцезія Лісабонського патріархату. Станом на 2013 рік поділялася на 96 парафій. Головний храм — Ангрський собор Внебовзяття Діви Марії. Створена 12 січня 1514 року, за понтифікату римського папи Лева X і правління португальського короля Мануела I. Виокремлена зі складу Лісабонської архідіоцезії. 31 січня 1533 року отримала статус Фуншальської архідіоцезії (лат. Archidioecesis Funchalensis; порт. Arquidiocese de Funchal). Контролювала парафії на території Африки. 31 січня 1533 року передала частину території новоствореній Сантьягівській діоцезії Кабо Верде, 3 листопада 1534 року — новоствореним Ангрський і Сантомеській діоцезіям. 3 липня 1551 року понижена до статусу діоцезії. 1763 року зі складу діоцезії виокремлено апостольську префектуру Сенегалу, а 1842 року — апостольську префектуру обох Гвіней. Єпископ з 2007 року — Антоніу Жузе Каваку Каррілью. Інша назва — Фуншальське єпископство (порт. Bispado do Funchal).